# Робинсон, Стив
Стив Робинсон (англ. Steve Robinson; род. 13 декабря 1968, Кардифф) — британский валлийский боксёр-профессионал, представитель полулёгкой весовой категории. Вступал в период 1989—2002 годов, владел титулом чемпиона мира по версии Всемирной боксёрской организации (WBO), был чемпионом Европейского боксёрского союза (EBU).

## Биография
Стив Робинсон родился 13 декабря 1968 года в Кардиффе, Уэльс.
Дебютировал на профессиональном уровне в марте 1989 года. Начало его профессиональной карьеры оказалось не очень успешным, из 11 его первых боёв он выиграл только пять, тогда как в остальных шести проиграл. В июле 1991 года ему удалось выиграть титул чемпиона Уэльса в полулёгкой весовой категории, однако оставался он чемпионом не долго, проиграв два следующих поединка. На тот момент он работал кладовщиком на складе компании Debenhams, и выступления в боксе не были для него основным источником заработка.
В апреле 1993 года в Англии должен был состояться бой за звание чемпиона мира в полулёгком весе по версии Всемирной боксёрской организации (WBO) между действующим чемпионом колумбийцем Рубеном Паласиосом и английским претендентом Джоном Дэвисоном. Однако в последний момент стало известно, что Паласиос провалил тест на ВИЧ — его отстранили от участия в соревнованиях и лишили чемпионского пояса. До начала запланированного вечера бокса оставались два дня, организаторам срочно пришлось искать замену в качестве соперника Дэвисону, и оказавшийся в поле зрения промоутеров Стив Робинсон согласился выйти на этот бой. На тот момент Робинсон имел в послужном списке 13 побед и 9 поражений, никто из специалистов и болельщиков не рассматривал его как реального конкурента Дэвисону, но валлийцу всё же удалось удивить общественность — он победил по очкам раздельным решением судей и стал новым чемпионом мира WBO.
Робинсон оказался не случайным чемпионом — в течение двух последующих лет он семь раз успешно защитил свой чемпионский пояс, побеждая сильнейших претендентов со всего света. В 1994 году журналистами Би-би-си был признан лучшим спортсменом Уэльса. Из-за своего невероятного успеха сравнивался с Золушкой и получил соответствующее прозвище Cinderella Man. Его чемпионская серия прервалась лишь в сентябре 1995 года во время восьмой защиты, когда он встретился с йеменским «принцем» Насимом Хамедом, и тот забрал его чемпионский пояс, выиграв техническим нокаутом в девятом раунде.
В дальнейшем Стив Робинсон ещё довольно долго продолжал выходить на ринг. Так, в марте 1997 года он завоевал титул интерконтинентального чемпиона WBO, а в апреле 1999 года стал чемпионом Европейского боксёрского союза (EBU). Удерживал эти титулы не долго, первого лишился в бою с мексиканцем Хуаном Карлосом Рамиресом, второй потерял в поединке с венгром Иштваном Ковачем. Потерпев шесть поражений подряд, в 2002 году принял решение завершить спортивную карьеру. Всего провёл на профессиональном уровне 51 бой, из них 32 окончил победой (в том числе 17 досрочно), 17 проиграл, в двух случаях была зафиксирована ничья.
Впоследствии занялся тренерской деятельностью, в 2006 году открыл собственный боксёрский зал в Кардиффе, где надеется вырастить нового чемпиона мира.